# Stor-Bakvattnet
Stor-Bakvattnet är en sjö i Krokoms kommun i Jämtland och ingår i Indalsälvens huvudavrinningsområde. Sjön har en area på 3,41 kvadratkilometer och ligger 521,2 meter över havet. Sjön avvattnas av vattendraget Bakvattsån.

## Delavrinningsområde
Stor-Bakvattnet ingår i det delavrinningsområde (707983-141429) som SMHI kallar för Utloppet av Stor-Bakvattnet. Medelhöjden är 591 meter över havet och ytan är 23,12 kvadratkilometer. Det finns ett avrinningsområde uppströms, och räknas det in blir den ackumulerade arean 34,89 kvadratkilometer. Bakvattsån som avvattnar avrinningsområdet har biflödesordning 4, vilket innebär att vattnet flödar genom totalt 4 vattendrag innan det når havet efter 299 kilometer. Avrinningsområdet består mestadels av skog (59 procent) och sankmarker (16 procent). Avrinningsområdet har 3,42 kvadratkilometer vattenytor vilket ger det en sjöprocent på 14,8 procent.